# Piastów (powiat garwoliński)
Piastów – wieś sołecka w Polsce położona w województwie mazowieckim, w powiecie garwolińskim, w gminie Żelechów.
W latach 1975–1998 miejscowość należała administracyjnie do województwa siedleckiego.
Wierni Kościoła rzymskokatolickiego należą do parafii Zwiastowania Najświętszej Maryi Panny w Żelechowie.

## Część wsi
| SIMC    | Nazwa    | Rodzaj    |
| ------- | -------- | --------- |
| 0696935 | Podlasie | część wsi |

## Historia
Na terenie wsi odnaleziono obiekty archeologiczne pochodzące z epoki kamienia.
Wieś powstała w początku XIX wieku i nosiła wtedy nazwę Franzdorf II (Franzdorf I to obecny Stefanów). Zamieszkiwali ją głównie koloniści niemieccy. W 1811 r. we wsi powstała huta szkła, pod której działalność wycinano okoliczne lasy. Franzdorf był w XIX wieku na tyle znaczącą wsią, że mieścił władze gminy Żelechów. W 1872 r. powstał we wsi budynek szkoły, używany do lat 30. XX wieku. Kolonia Franzdorf II w 1881 r. liczyła 58 dymów (liczono wówczas kominy, nie domy) i 578 mieszkańców, zajmowała powierzchnię 1311 morgów.
Podczas I wojny światowej tutejszych Niemców władze carskie wywiozły w głąb Rosji. Później w okresie międzywojennym mieszkało tam tylko 7 rodzin niemieckich. Podobna sytuacja miał miejsce w Stefanowie. Po odzyskaniu przez Polskę niepodległości, 7 lipca 1919 r. wieś przemianowano na Piastów. W okresie międzywojennym działały we wsi dwa wiatraki, zakład włókienniczy (do 1925 r.) oraz cegielnia (nie przez cały okres).
Podczas kampanii wrześniowej, 12 września 1939 r. doszło w Piastowie do ostrzelania odpoczywających polskich żołnierzy przez niemiecką dywizję pancerną Kampf nacierającą z Prus Wschodnich na południe. Zginął jeden żołnierz. Później na terenie wsi działały Bataliony Chłopskie oraz Armia Krajowa. BCh przeprowadziły akcję sabotażową 8 czerwca 1943 r. podczas której zniszczono urządzenia mleczarskie. Struktury AK zostały zadenuncjowane jesienią 1943 roku. W Warszawie 13 stycznia następnego roku, doszło do egzekucji kilku AK-owców. We wsi znajduje się pomnik ku ich czci. Należał do nich pochodzący z Piastowa Marian Rzętała
Po wojnie we wsi w 1952 roku powstała remiza OSP, w 1990 zlewnia mleka (nieopodal poprzedniej, później zdemontowanej), w 1997 jedna z hydroforni zaopatrujących w wodę gminę Żelechów.
Obecnie działają dwa sklepy spożywczo-przemysłowe: GS i prywatny.